# Star Wars: Squadrons
Star Wars: Squadrons é um videogame de combate espacial e aéreo baseado no universo fictício de Star Wars. O jogo foi anunciado pela EA em 15 de junho de 2020 e confirmado que estaria à venda em 2 de outubro desse mesmo ano para PC, PS4 e Xbox One, com possibilidade de jogá-lo em realidade virtual. Além disso, terá suporte multiplataforma, para que usuários de diferentes plataformas possam jogar uns com os outros. Terá diferentes modos de jogo, personagens e naves. Em 18 de junho, a EA lançou o primeiro trailer com jogabilidade. Nele, foi visto que no jogo você pode escolher entre duas facções (Império Galáctico e Nova República), que as naves podem ser personalizadas (cores, armas ...) e que você só pode jogar na primeira pessoa. Além disso, o jogador será capaz de controlar totalmente a nave e pode, por exemplo, transferir temporariamente energia do sistema de armas para os propulsores para ganhar velocidade.

## O jogo
O jogo se passa no tempo após a Batalha de Endor e a destruição da Segunda Estrela da Morte, quando a Nova República está lutando contra o Império Galáctico. A história varia com dois pilotos editáveis. O jogo contará com novos personagens e participações especiais de rostos conhecidos anteriormente. Conforme os jogadores ganham mais pontos de experiência, eles podem desbloquear novas armas, escudos, atualizações e cosméticos para o piloto e a nave.

## Desenvolvimento
O trailer do jogo foi lançado em 15 de junho de 2020. O jogo será lançado para Microsoft Windows, PlayStation 4 e Xbox One em 2 de outubro de 2020. Versões do PlayStation 4 e Windows estão disponíveis em realidade virtual através de óculos VR.